# Ararôs
Ararôs (grec ancien Ἀραρώς), né en 387 av. J.-C., est un poète comique grec du IVe siècle av. J.-C. Il est l'un des fils du poète Aristophane et le frère des poètes dramatiques Philippos et Nicostratos (en).

## Biographie
Ararôs se fit un nom en étant acteur principal, le protagoniste du Ploutos (388 av. J.-C.), dernière pièce qu'Aristophane publia sous son nom propre. Aristophane écrivit par la suite sous le nom d'Ararôs deux comédies : Côcalos - qui reçut le premier prix - et Aïolosikôn, vers 485 av. J.-C./480 av. J.-C.
Ararôs écrira en son nom propre à partir de 375 av. J.-C. [réf. nécessaire]. Un fragment fourni par son rival Alexis nous renseigne sur son style : « Et je veux en effet que tu goûtes de l'eau : j'ai là de la belle eau, et plus froide encore qu'Ararôs en personne ! »

## Œuvres
On lui attribue les comédies suivantes :
- Kampylion, de même nom qu'une comédie d'Eubulos (en), dont nous n'avons, de même, que des fragments.
- Naissance de Pan
- Description d'un mariage

et, sur des sujets érotiques :
- Adônis
- Cénée, sur l'histoire du mythique Cénée
- La petite vierge[5]